# آغجه‌قواق
آغجه‌قواق (به لاتین: Ağcaqovaq) یک منطقه مسکونی در جمهوری آذربایجان است که در شهرستان آق‌داش واقع شده است.